# Bahnstrecke Pritzwalk–Suckow
| Triebwagen im Endbahnhof Putlitz (2008) |                                                |                                                 |                                                 |
| Streckennummer: | 6945                                           |                                                 |                                                 |
| Kursbuchstrecke (DB): | 209.70 (bis ?), 120g (1946, 1944), 106u (1934) |                                                 |                                                 |
| Streckenlänge: | 28,9 km                                        |                                                 |                                                 |
| Spurweite: | 1435 mm (Normalspur)                           |                                                 |                                                 |
| Streckengeschwindigkeit: | 50 km/h                                        |                                                 |                                                 |
| |                                                |                                                 |                                                 |
| \| \| \| von Meyenburg \| \| \| \| \| und Wittstock (Dosse) \| \| \| \| 0,000 \| Pritzwalk \| Pritzwalk \| \| \| \| nach Neustadt (Dosse) \| \| \| \| \| nach Perleberg \| \| \| \| 0,256 \| Infrastrukturgrenze DB Netz / RIN \| Infrastrukturgrenze DB Netz / RIN \| \| \| 1,310 \| Pritzwalk West (seit 2007) \| Pritzwalk West (seit 2007) \| \| \| \| Giesensdorfer Weg \| \| \| \| 2,180 \| Pritzwalk Schaltstrecke \| Pritzwalk Schaltstrecke \| \| \| 5,700 \| Kuhbier \| Kuhbier \| \| \| 8,300 \| Groß Langerwisch \| Groß Langerwisch \| \| \| 10,200 \| Jakobsdorf (Prign) \| Jakobsdorf (Prign) \| \| \| 12,500 \| Laaske \| Laaske \| \| \| 15,700 \| Putlitz Süd (Sonderhalt für Veranstaltungen) \| Putlitz Süd (Sonderhalt für Veranstaltungen) \| \| \| 17,100 \| Putlitz \| Putlitz \| \| \| \| nach Berge \| \| \| \| 21,700 \| Nettelbeck \| Nettelbeck \| \| \| 24,200 \| Porep \| Porep \| \| \| \| \| \| \| \| \| Landesgrenze Brandenburg–Mecklenburg-Vorpommern \| \| \| \| \| \| \| \| \| 26,100 \| Drenkow \| Drenkow \| \| \| 28,200 \| Suckow Hp \| Suckow Hp \| \| \| 28,900 \| Suckow (Kr Parchim) (früher: Suckow (Grenze)) \| Suckow (Kr Parchim) (früher: Suckow (Grenze)) \| \| \| \| nach Parchim \| \| \| \| \| \| \| \| Quellen: [1] \| \| \| \| |                                                |                                                 |                                                 |
| Strecke |                                                | von Meyenburg                                   | von Meyenburg                                   |
| Abzweig geradeaus und von links |                                                | und Wittstock (Dosse)                           | und Wittstock (Dosse)                           |
| Bahnhof | 0,000                                          | Pritzwalk                                       | Pritzwalk                                       |
| Abzweig geradeaus und nach links |                                                | nach Neustadt (Dosse)                           | nach Neustadt (Dosse)                           |
| Abzweig geradeaus und nach links |                                                | nach Perleberg                                  | nach Perleberg                                  |
| Wechsel des Eisenbahninfrastrukturunternehmens | 0,256                                          | Infrastrukturgrenze DB Netz / RIN               | Infrastrukturgrenze DB Netz / RIN               |
| Haltepunkt / Haltestelle Strecke ab hier außer Betrieb | 1,310                                          | Pritzwalk West (seit 2007)                      | Pritzwalk West (seit 2007)                      |
| Bahnübergang (Strecke außer Betrieb) |                                                | Giesensdorfer Weg                               | Giesensdorfer Weg                               |
| Blockstelle (Strecke außer Betrieb) | 2,180                                          | Pritzwalk Schaltstrecke                         | Pritzwalk Schaltstrecke                         |
| Haltepunkt / Haltestelle (Strecke außer Betrieb) | 5,700                                          | Kuhbier                                         | Kuhbier                                         |
| Bahnhof (Strecke außer Betrieb) | 8,300                                          | Groß Langerwisch                                | Groß Langerwisch                                |
| Haltepunkt / Haltestelle (Strecke außer Betrieb) | 10,200                                         | Jakobsdorf (Prign)                              | Jakobsdorf (Prign)                              |
| Haltepunkt / Haltestelle (Strecke außer Betrieb) | 12,500                                         | Laaske                                          | Laaske                                          |
| Haltepunkt / Haltestelle (Strecke außer Betrieb) | 15,700                                         | Putlitz Süd (Sonderhalt für Veranstaltungen)    | Putlitz Süd (Sonderhalt für Veranstaltungen)    |
| Bahnhof (Strecke außer Betrieb) | 17,100                                         | Putlitz                                         | Putlitz                                         |
| Abzweig geradeaus und nach links (Strecke außer Betrieb) |                                                | nach Berge                                      | nach Berge                                      |
| Haltepunkt / Haltestelle (Strecke außer Betrieb) | 21,700                                         | Nettelbeck                                      | Nettelbeck                                      |
| Bahnhof (Strecke außer Betrieb) | 24,200                                         | Porep                                           | Porep                                           |
| |                                                |                                                 |                                                 |
| Grenze (Strecke außer Betrieb) |                                                | Landesgrenze Brandenburg–Mecklenburg-Vorpommern | Landesgrenze Brandenburg–Mecklenburg-Vorpommern |
| |                                                |                                                 |                                                 |
| Haltepunkt / Haltestelle (Strecke außer Betrieb) | 26,100                                         | Drenkow                                         | Drenkow                                         |
| Haltepunkt / Haltestelle (Strecke außer Betrieb) | 28,200                                         | Suckow Hp                                       | Suckow Hp                                       |
| Bahnhof (Strecke außer Betrieb) | 28,900                                         | Suckow (Kr Parchim) (früher: Suckow (Grenze))   | Suckow (Kr Parchim) (früher: Suckow (Grenze))   |
| Strecke (außer Betrieb) |                                                | nach Parchim                                    | nach Parchim                                    |
| |                                                |                                                 |                                                 |
| Quellen: |                                                |                                                 |                                                 |

Die Bahnstrecke Pritzwalk–Suckow ist eine eingleisige Nebenbahn in Brandenburg und Mecklenburg-Vorpommern. Der planmäßige Zugverkehr zwischen Pritzwalk West und Putlitz endete am 29. Juli 2016. Nur der kurze Abschnitt Pritzwalk–Pritzwalk West wird weiterhin im Schienenpersonennahverkehr bedient, während der Rest der Strecke im März 2023 zwischen Pritzwalk West und kurz vor dem Bahnhof Putlitz abgebaut wurde.

## Geschichte

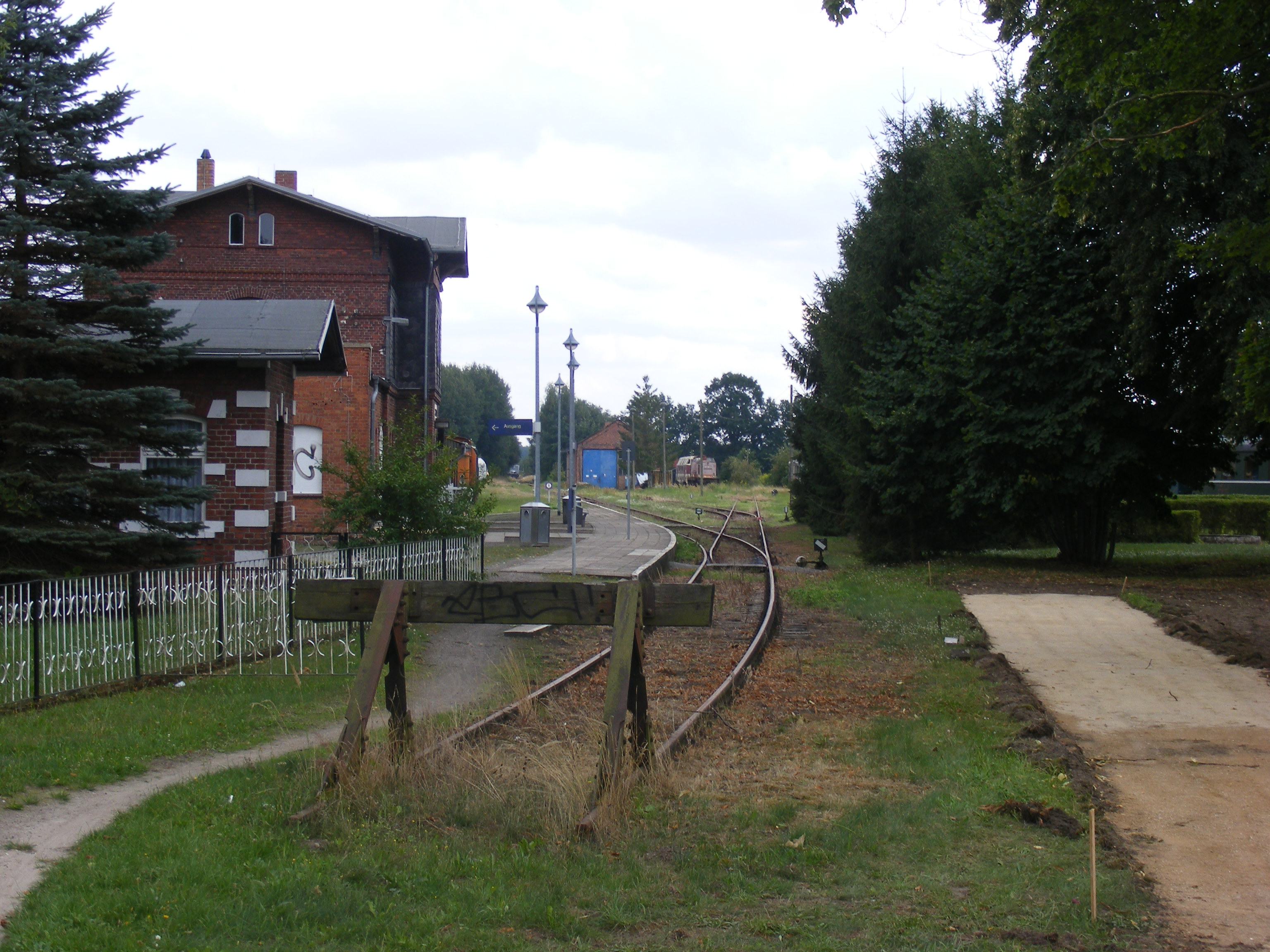
Streckenende am Bahnhof Putlitz (2008)

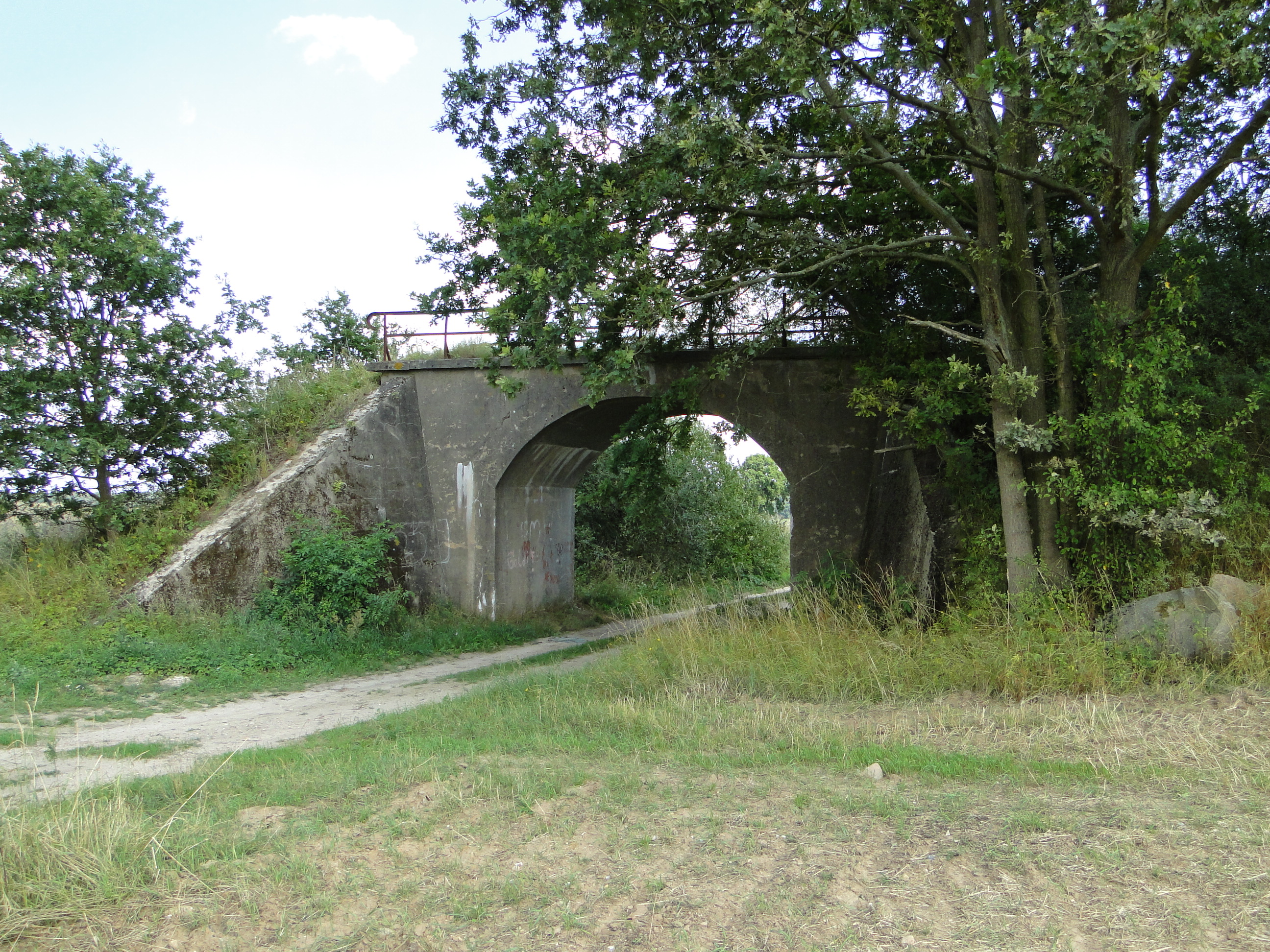
Bahnbrücke bei Nettelbeck (2010)

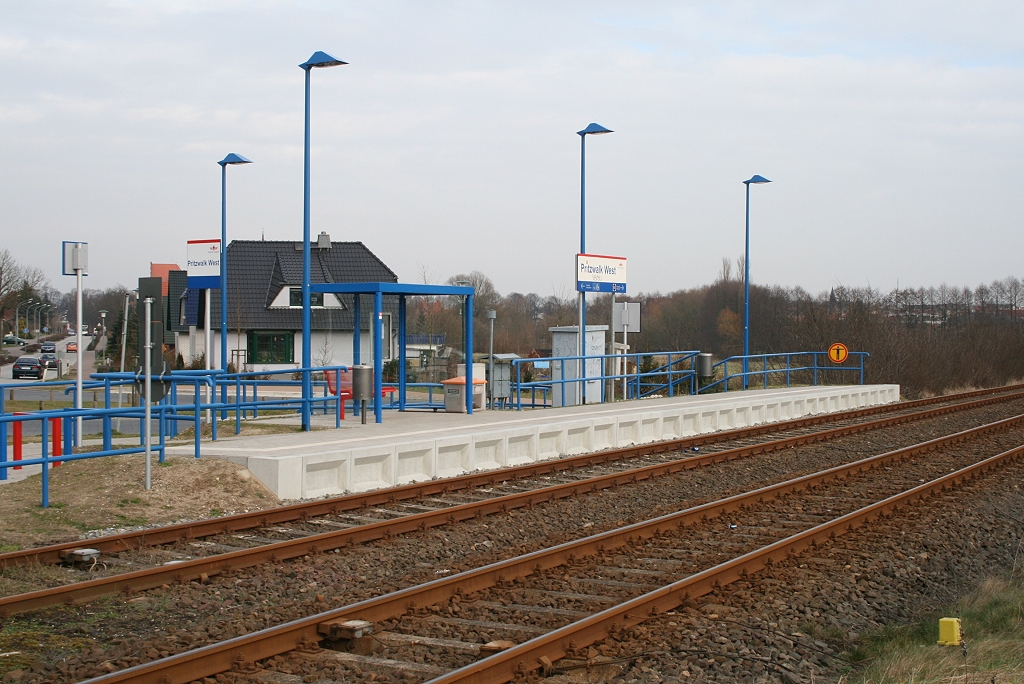
Haltepunkt Pritzwalk West (2008)

Die Strecke Pritzwalk–Putlitz wurde am 4. Juni 1896 als Kleinbahn des Kreises Ostprignitz eröffnet. Bestrebungen zu einer Verlängerung an die mecklenburgische Grenze gab es von Anfang an, die Inbetriebnahme verzögerte sich jedoch, weil Wert auf einen Anschluss durch Mecklenburg weiter in Richtung Parchim gelegt wurde. Am 1. Oktober 1912 ging schließlich der Abschnitt von Putlitz nach Suckow in Betrieb. Die Verlängerung in Richtung Parchim wurde von der Friedrich-Franz-Eisenbahn, der mecklenburgischen Staatsbahn betrieben, die 1918 in den Reichseisenbahnen aufging. Die Strecke Pritzwalk–Suckow blieb hingegen im Eigentum des Kreises. Entsprechend war der Verkehr auch in Suckow gebrochen, Reisende mussten im Regelfall umsteigen. Erst ab Ende der 1930er Jahre gab es durchgehende Züge Pritzwalk–Parchim. 1941 wurden alle normal- und schmalspurigen Kleinbahnen der Prignitz zu einem Unternehmen, den Kleinbahnen der Kreise West- und Ostprignitz zusammengeschlossen.
Nach 1945 kam der Betrieb zur Generaldirektion der Provinzialbahnen Mark Brandenburg und 1949 zur Deutschen Reichsbahn. Die Strecke Suckow–Parchim wurde 1947 abgebaut. Obwohl der Endpunkt Suckow nur ein weit weniger als tausend Einwohner zählendes Dorf war und bereits jenseits der Landesgrenze (ab 1952 Bezirksgrenze zwischen den Bezirken Potsdam und Schwerin) lag, blieb die Verbindung bis dort lange in Betrieb. Erst 1980 musste sie dem Bau der Autobahn nach Hamburg weichen. Der Verkehr nach Suckow wurde zum 1. Juni 1980 eingestellt. Auf dem Abschnitt Putlitz–Porep verblieb noch bis zum 28. September 1980 Schülerverkehr. Der Güterverkehr auf diesem Abschnitt war schon zum 15. Oktober 1979 eingestellt worden. Anschließend wurde die Strecke abgebaut. Auch das Reststück von Pritzwalk nach Putlitz sollte damals stillgelegt werden, dieses scheiterte jedoch an der Politik der DDR-Regierung zur Einsparung von Treibstoffen.
Nach der Wende und den Veränderungen im Mobilitätsverhalten der Bevölkerung nahm die Bedeutung des verbliebenen Restabschnittes weiter ab. Einstellungsgerüchte gab es mehrfach. Im Juni 1993 wurde die Brücke über die Dömnitz bei Groß Langerwisch durch ein Hochwasser zerstört. Ende November 1993 wurde der Verkehr jedoch wieder aufgenommen.

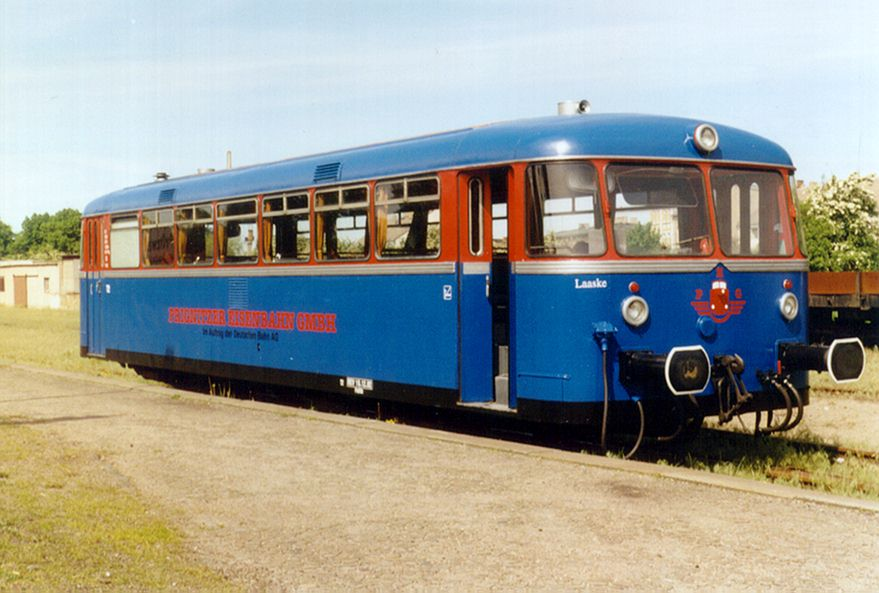
Schienenbus der Prignitzer Eisenbahn im Bahnhof Pritzwalk am Bahnsteig Richtung Putlitz (1997)

Im Juni 1996 wurde die Prignitzer Eisenbahn GmbH (PEG) mit Sitz in Putlitz gegründet. Am 29. September des gleichen Jahres übernahm sie den Verkehr auf dieser Strecke zunächst im Auftrag von DB Regio, ab 1998 direkt auf Bestellung durch das Land Brandenburg. Zum Einsatz kamen anfangs ehemalige Bundesbahn-Schienenbusse. Seit dem 1. Januar 2004 betrieb die PEG auch die Eisenbahninfrastruktur, die Eigentumsrechte gingen an den Landkreis Prignitz, dem Rechtsnachfolger des ehemaligen Besitzers, über. Zum Dezember 2006 wurde der Verkehr auf der Strecke durch das Land abbestellt, die Infrastruktur blieb in Betrieb, da die PEG weiterhin in Putlitz Fahrzeuge abstellte. Seit dem 10. Juli 2012 betreibt die RegioInfra Gesellschaft mbH (RIG) die Infrastruktur. Die RIG hatte die PEG-Tochter Prignitzer Eisenbahn Infrastruktur GmbH rückwirkend zum 1. Januar 2012 übernommen.
Am 27. August 2007 wurde der neue Haltepunkt Pritzwalk West in der Nähe eines Gymnasiums eingerichtet. Zu Schulbeginn und -ende wurden mehrere Züge aus Richtung Meyenburg bis Pritzwalk West verlängert. Wenig später wurde auch der Verkehr in Richtung Putlitz wieder aufgenommen. Der Betrieb wurde ohne Bestellung durch das Land von der Verkehrsgesellschaft Prignitz (VGP) in Zusammenarbeit mit dem Putlitz-Pritzwalker Eisenbahnförderverein durchgeführt. Die Finanzierung stammte aus Fördermitteln für Busersatzverkehre und aus Mitteln für den Schülerverkehr. Montags bis freitags verkehrten sechs Zugpaare zwischen Pritzwalk und Putlitz. Zum Einsatz kamen dabei zunächst LVT/S-Triebwagen, später gebraucht übernommene Uerdinger Schienenbusse. Hinzu kamen morgens an Schultagen ein Zug aus Meyenburg bis Pritzwalk West, am frühen Nachmittag zwei Züge in die Gegenrichtung.
Mit Auslaufen der fünfjährigen Förderung der Busersatzverkehre sollten die 2007 eingerichteten Züge zwischen Pritzwalk und Putlitz im Dezember 2012 eingestellt werden. Die Verkehrsgesellschaft Prignitz (VGP), die diese Verkehre durch Umschichtung der Mittel von Bus- auf Bahnleistungen ermöglicht hatte, sah ab Dezember 2012 durch den Wegfall keinerlei finanzielle Möglichkeit mehr, diese Verkehre aufrechtzuerhalten. Im November 2012 gab die VGP bekannt, dass der weitere Streckenbetrieb bis Dezember 2014 aufrechterhalten wird. Die Stadt Putlitz trug 10.000 Euro zur Streckenabsicherung bei, zudem kam es zu einzelnen Angebotsänderungen zwischen dem Bahn- und dem parallelen Busverkehr.
2014 wurde der Streckenbetrieb um ein weiteres Jahr verlängert. Die Verkehrsleistungen übernahm die Hanseatische Eisenbahn GmbH. Sie setzte den Schienenbus 798 610 ein, bei Ausfällen kam ein Triebwagen der Baureihe 670 zum Einsatz. Am 29. Juli 2016 endete der planmäßige Personenverkehr auf der Strecke. Die Schülerzüge zwischen Meyenburg und Pritzwalk West verkehren auch nach Einstellung des Verkehrs nach Putlitz. 2017 sollte die Strecke am Haltepunkt Pritzwalk West wegen des Neubaus eines Bahnübergangs unterbrochen werden.
Im Februar 2018 schrieb die RegioInfra Nordost den Abschnitt vom Streckenkilometer 1,33 hinter dem Haltepunkt Pritzwalk West bis Laaske zur Übernahme durch Dritte bzw. Stilllegung aus. Im Zuge des Umbaus des Bahnübergangs am Haltepunkt soll ein Wenden der Züge direkt am Haltepunkt möglich sein, während sie zuvor zum Betriebshaltepunkt Pritzwalk Schaltstrecke (km 2,18) vorfahren mussten. Zwischen Laaske und Putlitz sollte weiterhin ein Inselbetrieb im Gelegenheitsverkehr möglich sein. Die Stilllegung des Teilabschnitts erfolgte mit Verfügung des Landes zum 11. Juli 2018. Anfang 2023 wurde das Streckengleis zwischen Pritzwalk West und Putlitz abgebaut, lediglich im Bahnhof Putlitz blieben die Gleise liegen.

## Betriebsstellen

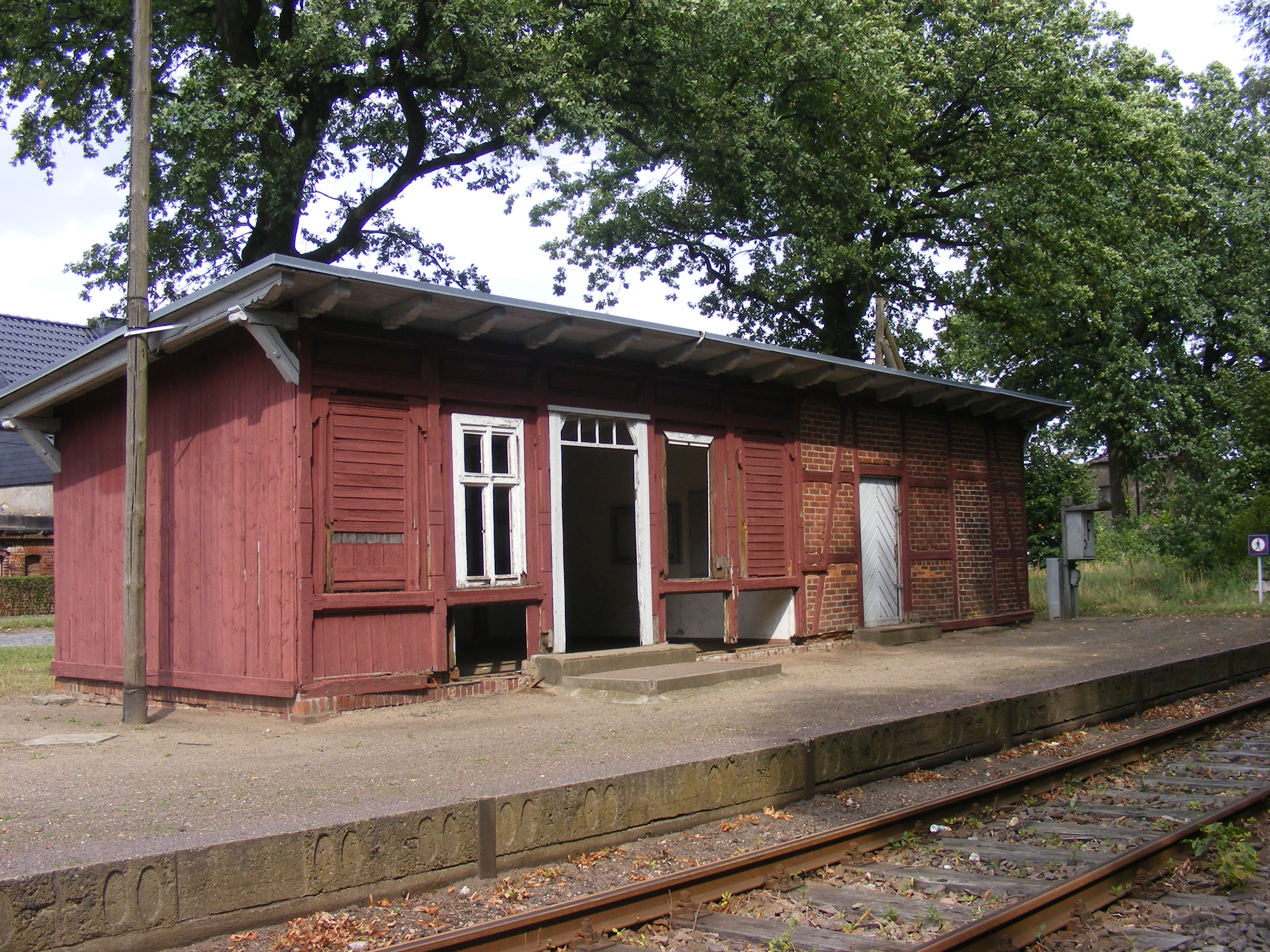
Haltepunkt Kuhbier (2008)

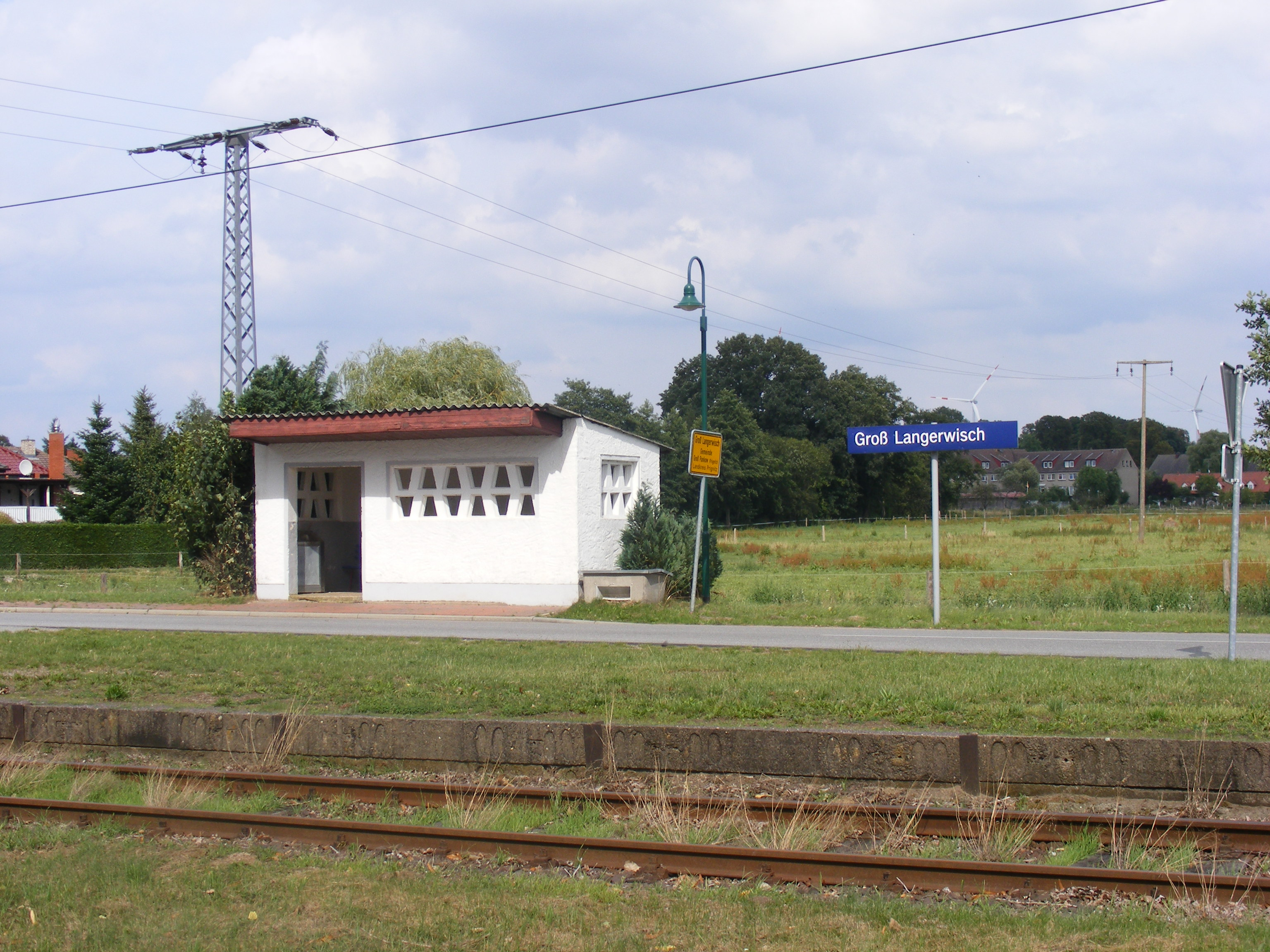
Haltepunkt Groß Langerwisch (2008)

Im Bahnhof Pritzwalk besitzt die Strecke ein eigenes Kopfgleis im Westteil des Bahnhofes. Die meisten Stationen sind einfache Haltepunkte beziehungsweise Haltestellen mit einem Anschlussgleis. Abgesehen vom Bahnhof Putlitz und dem Endbahnhof Suckow gibt es keine größeren Hochbauten, nur einfache Wartehallen. Erwähnenswert ist hierbei das Wartehäuschen in Kuhbier. Der Endbahnhof Suckow ist heute ein Wohnhaus, von den Zwischenstationen am stillgelegten Abschnitt zwischen Putlitz und Suckow ist nur das Bahnhofsgebäude von Nettelbeck (welches spiegelverkehrt dem Dallminer Gebäude der Kreisringbahn entspricht) erhalten.
Der neu eingerichtete Haltepunkt Pritzwalk West besitzt lediglich an der Strecke nach Putlitz einen Bahnsteig, nicht jedoch an der in diesem Abschnitt parallel verlaufenden Strecke nach Wittenberge.
Ein Kuriosum war der zeitweilig bediente Haltepunkt Putlitz Süd an einer Wiese südlich von Putlitz. Er wurde im Jahre 2004 für ein Wochenende eingerichtet, um die Besucher des VuuV Festivals (früher VooV-Experience) zum Veranstaltungsgelände zu bringen. An den Festivalwochenenden Anfang August verkehrten ebenfalls in den Folgejahren bis 2008, darunter also auch in den ersten beiden Jahren nach Abbestellung des planmäßigen Verkehrs durch die Aufgabenträger, Sonderzüge zum Transport der Festivalgäste.